# 火消

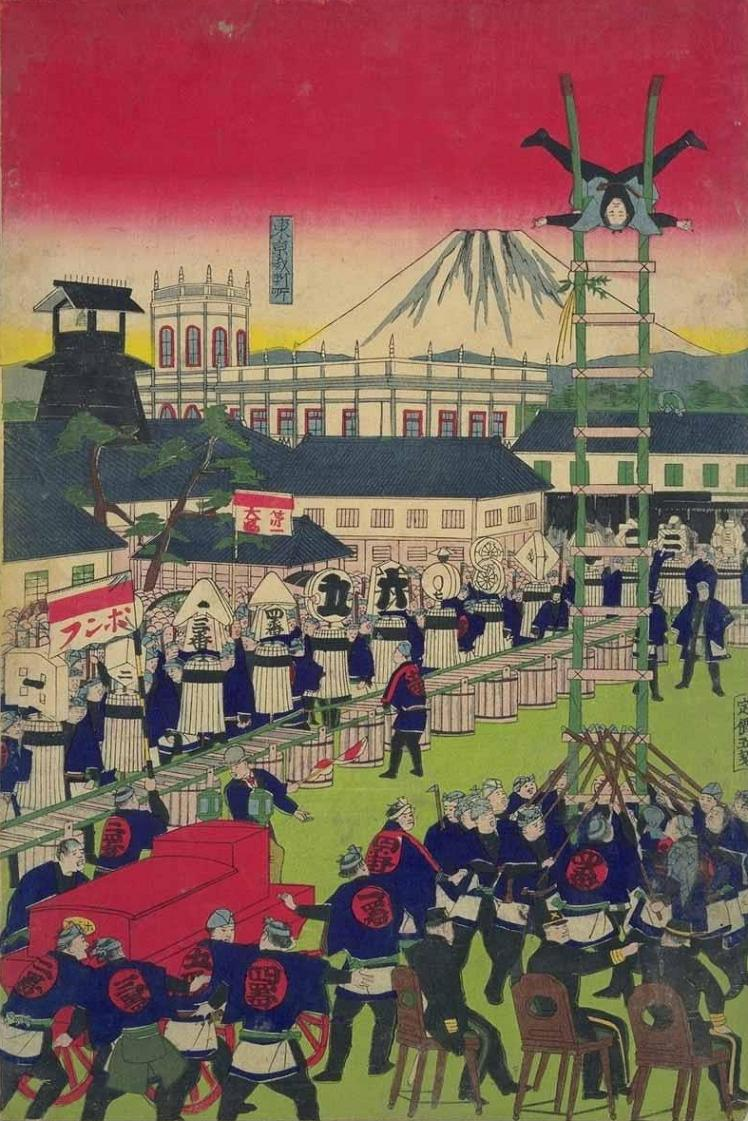
東京名所八代洲町警視庁火消出初梯子乗之図（部分）、歌川広重（3代目）、明治維新後の火消出初式

火消、火消し（ひけし）とは、江戸時代の消防組織とその構成員である。

## 概要
消防組織としての火消は、江戸においては江戸幕府により、頻発する火事に対応する防火・消火制度として定められた。武士によって組織された武家火消（ぶけびけし）と、町人によって組織された町火消（まちびけし）に大別される。武家火消は幕府直轄で旗本が担当した定火消（じょうびけし）と、大名に課役として命じられた大名火消（だいみょうびけし）に分けて制度化されたため、合わせて3系統の消防組織が存在していた。
江戸時代初期には火消の制度が定められておらず、度重なる大火を契機にまず武家火消が制度化され、発達していった。江戸時代中期に入ると、享保の改革によって町火消が制度化される。そののち、江戸時代後期から幕末にかけては、町火消が武家火消に代わって江戸の消防活動の中核を担うようになっていった。江戸以外の大都市や各藩の城下町などでも、それぞれ火消の制度が定められていた。これらの消防組織は、明治維新後に廃止・改編されるが、その系譜は現代の消防署・消防団へと繋がっている。
消防組織の構成員としての火消は、火消人足（ひけしにんそく）ともいう。定火消の配下であった臥煙（がえん）、町火消の中核をなした鳶人足（とびにんそく、鳶職）などがあげられる。組織ごとの対抗心や気性の荒さから、「加賀鳶と定火消の喧嘩」や「め組の喧嘩」などの騒動を起こすこともあった。火消人足による消火の方法は、火事場周辺の建物を破壊し延焼を防ぐ破壊消防（除去消火法）が用いられ、明和年間ごろからは竜吐水（りゅうどすい、木製手押ポンプ）なども補助的に使用された。

## 江戸と火事

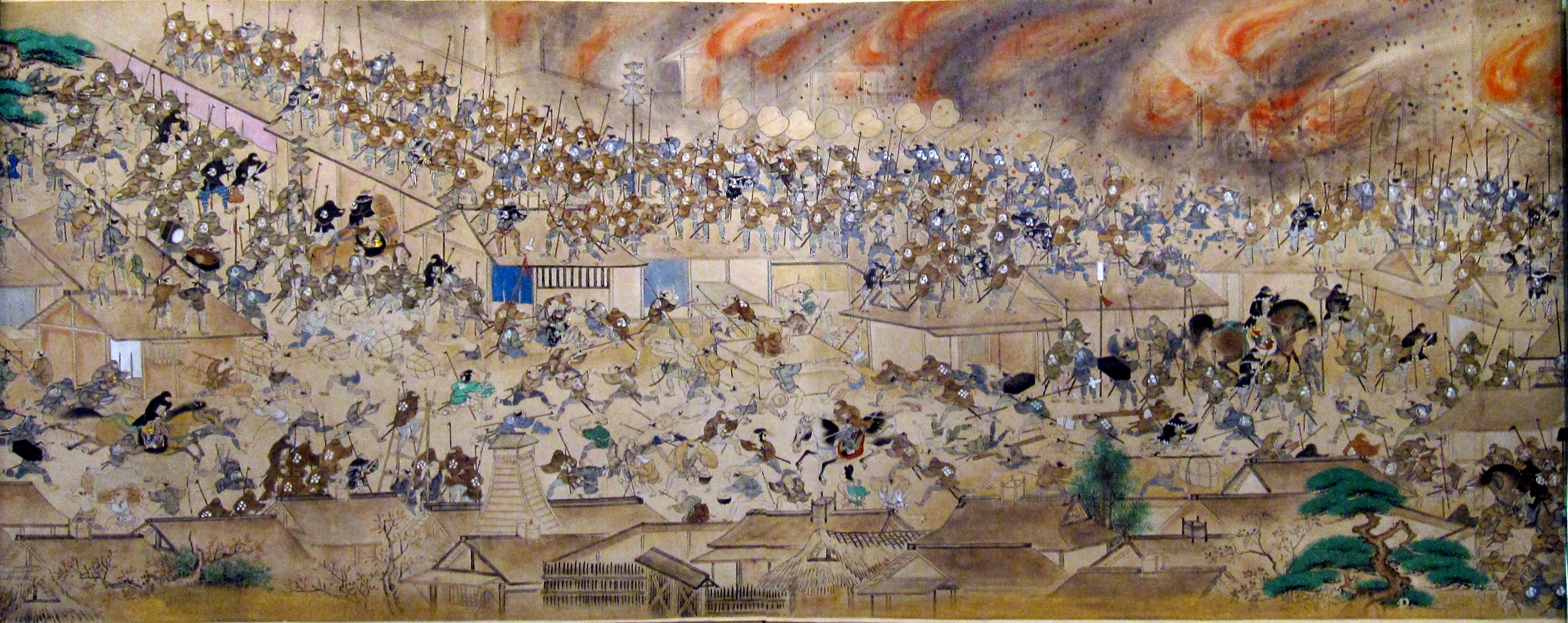
明暦の大火

火消制度は、江戸において発展を遂げ、その構成員が1万人を上回る時期も長く存在した大規模なものであった。これは、慶長6年（1601年）から慶応3年（1867年）の267年間に大火だけで49回、小火も含めると1798回もの火事が発生したという、江戸の特異な事情が大きく影響している。

## 江戸の武家火消

### 江戸時代初期
江戸時代初期の江戸では、火消の制度が定められていなかった。江戸城が火事となった場合には老中・若年寄が大番組・書院番組・鉄砲組などの旗本に命じて消火を行った。江戸市中においては、大名屋敷や旗本屋敷など武家地で火事となった場合は付近の大名・旗本が自身で、長屋・商家など町人地での火事は町人自身が消火を行なうという状態であり、組織的な消防制度は存在しなかった。幕府が慶長18年（1613年）に出した禁令では、町人地の火事に武家奉公人が駆けつけることを禁じており、武家地と町人地を明確に区分する方針であったことも影響している。

#### 奉書火消
奉書火消（ほうしょびけし）は、寛永6年（1629年）、第3代将軍徳川家光の時代にはじまる火消。
これは火事の際、老中の名で「奉書」を諸大名に送り、召集して消火に当たらせるというものである。この方法は、火事が起きてから奉書を用意して大名に使者を出し、使者を受けて大名が家臣を引き連れ現場に向かうという、迅速さに欠けるものであった。また、駆けつける大名や家臣にしても、常時より消火の訓練を行なっているわけではなく、火事に対して有効な手段とはならなかった。

#### 所々火消

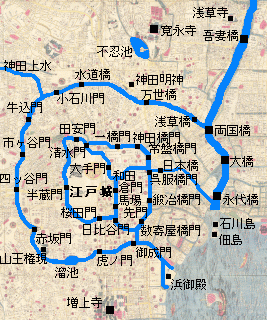
江戸中心部の地名

所々火消（しょしょびけし）は、寛永16年（1639年）にはじまる火消。
同年に江戸城本丸が火事となったことを契機に、江戸城内の紅葉山霊廟に対する消防役を、譜代大名の森川重政に命じたことがはじまりである。この所々火消は、後述の大名火消の中で担当場所が定められていたものであり、幕府にとっての重要地を火事から守るため設けられた、専門の火消役であった。
所々火消が定められた場所は元禄年間にかけて増加し、江戸城各所をはじめ、寛永寺・増上寺などの寺社、両国橋・永代橋などの橋梁、本所御米蔵などの蔵を、36大名が担当するようになった。のちに享保7年（1722年）、第8代将軍徳川吉宗により、重要地11箇所をそれぞれ1大名に担当させる方式に改編された。担当場所は、江戸城内の5箇所（紅葉山霊廟・大手方・桜田方・二の丸・吹上）、城外の蔵3箇所（浅草御米蔵・本所御米蔵・本所猿江材木蔵）、寺社3箇所（上野寛永寺・芝増上寺・湯島聖堂）である。江戸城内の最重要地に対する所々火消は譜代大名に命じられ、外様大名が命じられたのは本所御米蔵など江戸城外の施設であった。

#### 大名火消
大名火消（だいみょうびけし）は、寛永20年（1643年）にはじまる火消。
寛永18年1月29日（1641年3月10日）正月、京橋桶町から発生した火事は、江戸の大半を焼くという大きな被害を出した。この桶町火事に際しては、将軍家光自身が大手門で指揮を取り、奉書により召集した諸大名にも消火活動を行なわせたものの、火勢を食い止めることはできなかった。消火の陣頭指揮を執っていた大目付加賀爪忠澄は煙に巻かれて殉職。消火活動を行っていた相馬藩主相馬義胤が事故で重傷を負った。
幕府は関係役人およびこれまでの奉書火消を担当した大名らを集めて検討した結果、桶町火事より2年後の寛永20年（1643年）、幕府は6万石以下の大名から16家を選び、4組に編成して新たな火消役を設けた。従来の奉書火消を制度化したものであり、この火消役は選ばれた大名自らが指揮を取った。1万石につき30人ずつの定員420人を1組とし、1組は10日交代で消火活動を担当した。火事が発生すると火元に近い大名が出動し、武家地・町人地の区別なく消火を行なうとされていた。
大火の場合には従来通り老中から奉書を送り、正式に召集して消火に当たらせた。これはそれまでの奉書火消と区別して増火消（ましびけし）と呼ばれる。
大名火消は火事が起こると、華麗な火事装束に身を包んだ家臣に隊列を組ませ、現場まで行進して消火活動に当たった。大名自らが火事場に向かうこともあってその火事装束は次第に華美で派手なものとなり、たびたび幕府によって規制されている。しかし傾向は変わらず、なかには消火活動中に装束の着替えを3度も行なう大名まであらわれ、そのため大勢の見物人が集まってきたという例もある。

### 明暦の大火以降
明暦3年（1657年）正月、本郷から発生した火事は、江戸の歴史上最悪の被害となった。明暦の大火（振袖火事）と呼ばれるこの火事のため、江戸城天守閣は焼失し、江戸市中で約68000人ともされる犠牲者を出した。
明暦の大火により、従来の方法では大火に対処できないことが明らかになったため、以後の江戸幕府は消防制度の確立に力を注いだ。江戸市中の再建では、大名屋敷・旗本屋敷や寺社の一部を郊外に移転させ、延焼を防ぐための火除地を確保した。また、瓦葺屋根や土蔵造りなどの耐火建築を奨励し、火事に強い町づくりを目指した。そして、新たな消防組織である方角火消・定火消を編成している。

#### 方角火消
方角火消（ほうがくびけし）は、明暦3年（1657年）、第4代将軍徳川家綱の時代にはじまる火消。
明暦の大火直後に大名12名を選び、桜田筋・山手筋・下谷筋の3組で編成した火消役がはじまりである。大名火消の一種で、担当区域に火事が発生すると駆けつけて消火に当たることとなっていた。元禄年間にかけて東西南北の4組に改編され、方角火消と呼ばれるようになった。正徳2年（1712年）、5方角5組に改編。享保元年（1716年）以降は大手組・桜田組の2組（4名ずつ計8大名）に改編され、火事の際はそれぞれ大手門・桜田門に集結した。大手組・桜田組への改編後は、主に江戸城の延焼防止を目的として活動し、江戸城内の火事以外では老中の指示を受けてから出動した。消火の主力ではなく、火元から離れた場所で火を防ぐため、防大名（ふせだいみょう）とも呼ばれた。
担当は参勤交代で江戸に滞在中の大名から選ばれ、屋敷では通常より高い火の見櫓の建築が許された。方角火消や所々火消の定員は大名の石高によって異なっていた。1万石以上では騎馬3-4騎、足軽20人、中間・人足30人。10万石以上では騎馬10騎、足軽80人、中間・人足140-150人。20万石以上で騎馬15-20騎、足軽120-130人、中間・人足250-300人、などである。

#### 定火消

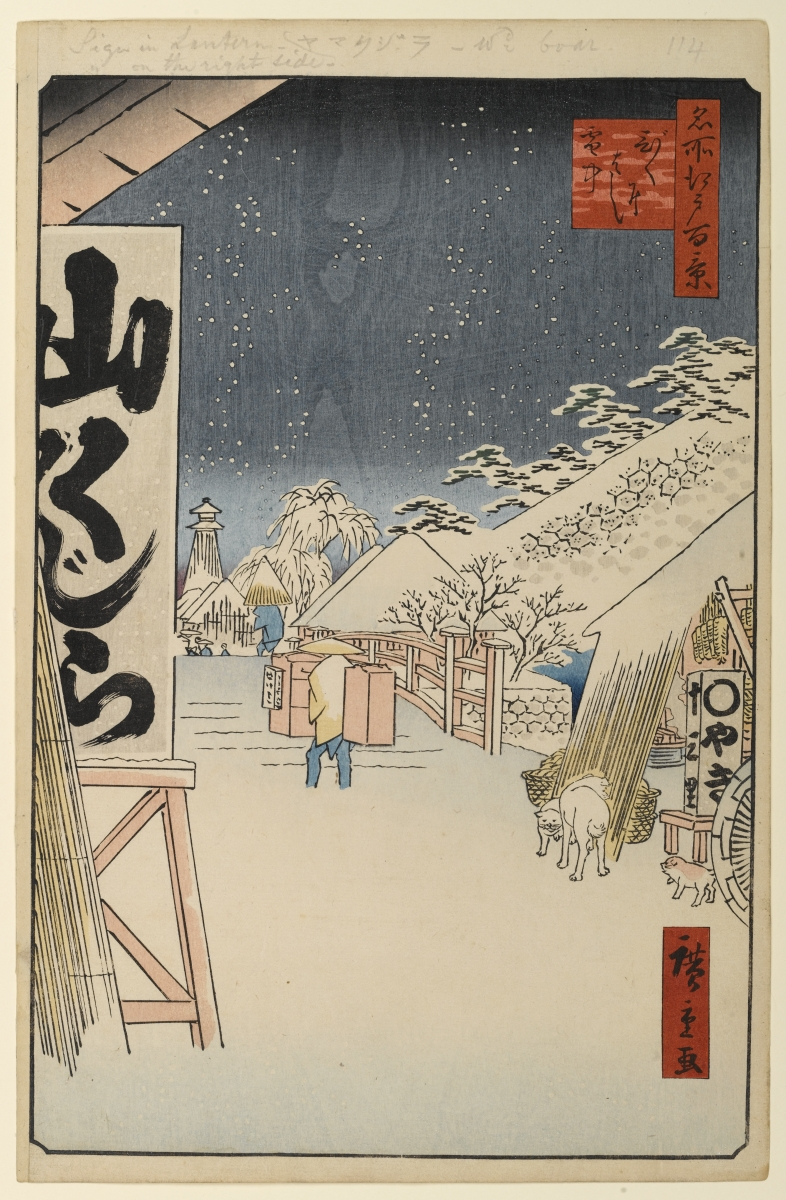
名所江戸百景より「びくにはし雪中」左奥に武家火消の火の見櫓

定火消（じょうびけし、江戸中定火之番）は、万治元年（1658年）9月8日に創設された幕府直轄の火消。
明暦の大火の翌年、4000石以上の旗本4名（秋山正房・近藤用将・内藤政吉・町野幸宣）を選び、それぞれに与力6名・同心30名を付属させて設けられた。幕府直轄の消防組織であり、若年寄の所管、菊間詰の役職であった。
定火消の長は火消役である（先述の知行4,000石以上の旗本）。与力・同心のもとで直接消火活動に従事した者は「臥煙（臥烟）」と呼ばれた。4名の旗本には専用の火消屋敷と火消用具を与え、臥煙（専門の火消人足）を雇う費用として300人扶持を加算した。4箇所の火消屋敷はそれぞれ御茶ノ水・麹町半蔵門外・飯田町・小石川伝通院前に設けられ、すべて江戸城の北西であった。この屋敷の配置は、冬に多い北西の風による、江戸城延焼を防ぐためである。それぞれの担当地域で火事が発生すると、出動して武家地・町人地の区別なく消火活動に当たった。定火消は火事場の治安維持も担当し、鉄砲の所持と演習が許可されていた。なお、消火だけでなく緩急あるときは、火消役は配下を率いて、小姓組の背後に付くこととされており戦場でも火事装束を用いることとされていた。
翌年正月の1月4日には、老中稲葉正則の率いる定火消4組が上野東照宮に集結して気勢をあげ、出初（でぞめ）を行なった。これが出初式のはじまりとなり、以降毎年1月4日には上野東照宮で出初が行なわれるようになった。
万治2年・3年にかけて代官町など4箇所、寛文2年（1662年）と元禄8年（1695年）にも日本橋浜町などが追加で設けられ、合わせて15組が江戸城を取りまくように配置された。しかし、宝永元年（1704年）以降は10組（定員1280名）での編成となる。このため、総称して十人屋敷や十人火消などとも呼ばれた。10箇所の火消屋敷の場所は、赤坂溜池屋敷・赤坂御門外屋敷・飯田町屋敷・市ヶ谷御門外屋敷・小川町屋敷・御茶之水屋敷・半蔵御門外屋敷・駿河台屋敷・八代洲河岸屋敷・四谷御門内屋敷であった。
定火消を命じられた旗本は、妻子とともに火消屋敷で居住した。火消屋敷は約3000坪の広い敷地を持ち、緊急出動用に馬も準備されていた。敷地内には3丈（約9.1m）の火の見櫓が設けられ、合図のため太鼓と半鐘がそなえられていた。この火消屋敷が、現在の消防署の原型である。屋敷内には臥煙の寝起きする詰所があり、夜には長い1本の丸太を枕として並んで就寝した。夜に火事の連絡が入ると、不寝番がこの丸太の端を槌で叩き、臥煙を一斉に起こして出動した。出動に当たっては火事装束を身につけ、纏番を先頭に立て、騎馬の定火消と与力、続いて同心に臥煙という順番で隊列を組み、火事場に向かった。

### 享保の改革

徳川吉宗

江戸時代中期に入り、8代将軍徳川吉宗の時代には、享保の改革が行なわれた。改革では消防制度の見直しも実施され、所々火消・方角火消の改編や火事場見廻役の新設などが行なわれた。さらに、諸大名の自衛消防組織である各自火消に対し、近所の火事へ出動義務を拡大するなど、武家地の消防体制が強化された。町人地の火事に対する大きな改革としては、大岡忠相が主導した、町人の消防組織である町火消の制度化があげられる（後述の町火消を参照）。

#### 各自火消
各自火消（かくじびけし）は、諸大名が自身で組織した火消。
はじまりは自身の大名屋敷を防火・消火するための消防組織であり、早くから存在していた。天和元年（1681年）ごろから、近所で火事が起きた場合は家来に消火させるよう幕府から指示が出ていたが、享保2年（1717年）、近隣の火事に対する出動が義務付けられ、近所火消（きんじょびけし）とも呼ばれた。翌3年には、上屋敷だけでなく、中屋敷や下屋敷からも出動するように命じられている。定められた出動範囲により三町火消・五町火消・八町火消などの別称もあった。大名の縁戚の屋敷や菩提寺へ、範囲を越えて駆けつける場合は、見舞火消（みまいびけし）と称したという。
各自火消（大名火消）としては、3組を有した加賀藩前田家の加賀鳶（かがとび、喧嘩鳶）が、その派手な装束と比類ない働きぶりで有名である。加賀鳶の行列は歌川豊国や歌川国芳により浮世絵として描かれた。また、河竹黙阿弥の作で歌舞伎の演目『盲長屋梅加賀鳶』にも登場している。
旗本に対しては、享保7年（1722年）に飛火防組合（とびひふせぎくみあい）65組をつくらせ、組合内での火事へ出動するよう命じている。

### 幕末にかけての武家火消の活動
享保の改革による町火消の確立後、幕末にかけて江戸の消防体制は武家火消主体から町火消主体へと移行していく。元文元年（1736年）以降、方角火消は江戸城風上の火事か大火の場合のみ出動と改められる。寛政4年（1792年）には、定火消が町人地へ出動しないことになった（風の強い日に起きた火事のみは例外であった）。文政2年（1819年）には定火消の出動範囲が江戸の郭内に限定され、郭外は町火消の担当となった。こうした武家火消の出動範囲減少は、町火消の能力が幕府に認められたためであった。
黒船来航から2年後の安政2年（1855年）、定火消が2組削減されて8組となる。文久2年（1862年）には方角火消と火事場見廻役が廃止され、所々火消も削減されて担当が11箇所から3箇所となった。慶応2年（1866年）には定火消8組が半減されて4組に、翌慶応3年には1組128名のみの構成となり、江戸の消防体制は町火消へ全面的に依存するようになる。この定火消の大幅な削減は、幕府の洋式軍備拡大が原因であり、大名火消の削減は文久の改革による参勤交代の緩和が原因であった。
明治元年（1868年）、新政府によって武家火消はすべて廃止され、代わりの消防組織として火災防御隊が設けられた。火災防御隊は兵部省に所属し、皇城（江戸城）の消防を担当すると定められたが、翌年には廃止されている。

## 江戸の町火消

### 店火消
店火消（たなびけし）は、町人が自身で組織した火消。
幕府は町人地の火事に対し、慶安元年（1648年）に「各町に人足を10人ずつ備えておくこと、消火に参加したものには褒美を・参加しなかったものには罰を与える（要約）」との触を出した。こうして火事の際に動員された町人を店火消あるいは駆付火消（かけつけびけし）と呼ぶ。しかし、武家火消のように制度化されたものではなかった。
明暦の大火後の万治元年（1658年）、南伝馬町など23町が火消人足167人を集め、共同で消火に当たる取り決めの火消組合を設ける。この火消人足は町名と印のついた羽織を着用するなど、後の町火消の原型といえる。幕府もこの火消組合を認め、他の地域にも同様の活動を求めた。しかし、火消人足の常時雇いは負担が大きいことから、23町以外には広がりを見せなかった。

### 町火消

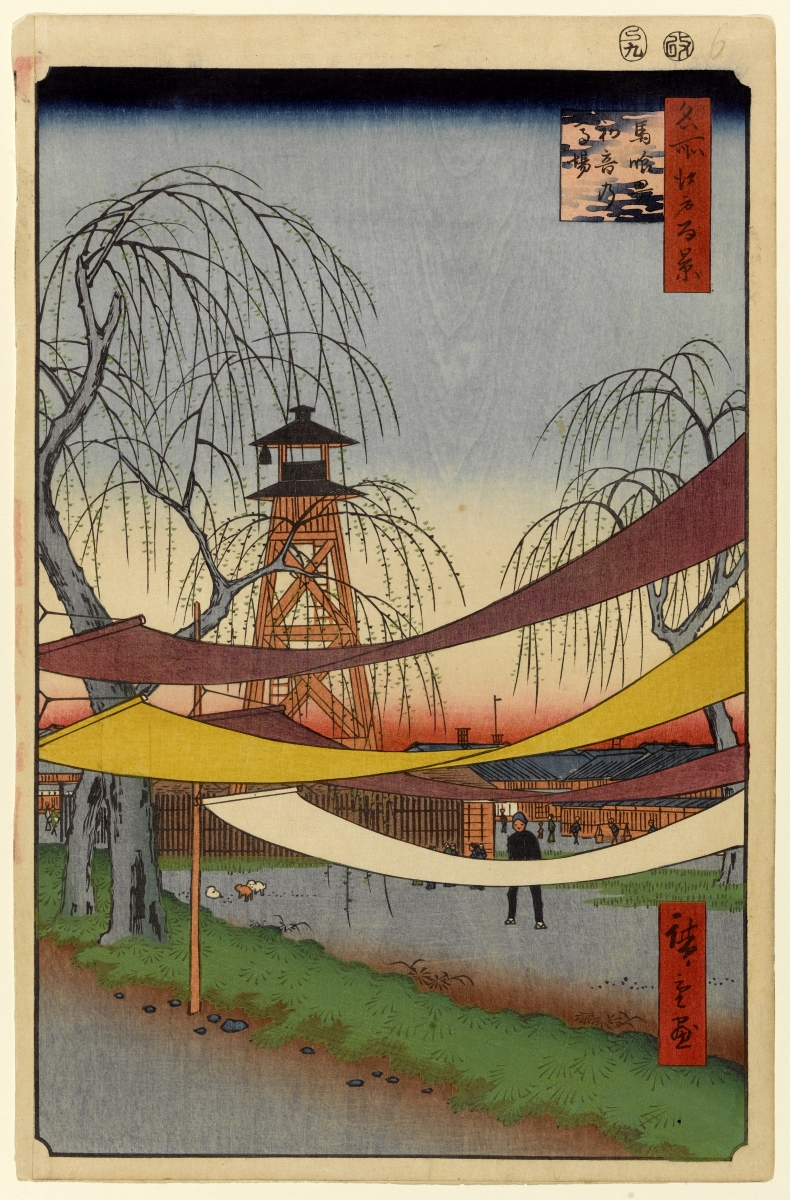
名所江戸百景より「馬喰町初音の馬場」中央に町火消の火の見櫓

町火消（まちびけし）は、第8代将軍徳川吉宗の時代にはじまる町人による火消。殆どが身体能力の高い鳶職で構成された。町火消は筋骨隆々の体に和彫りを入れた者が多かった。
財政の安定化が目標の一つとなった享保の改革において、火事による幕府財政への悪影響は大きいため、消防制度の確立は重要な課題となった。享保2年（1717年）に南町奉行となった大岡忠相は、翌3年に名主たちや徳川吉宗の信任も厚かった時の儒学者荻生徂徠の意見も取り入れ、火消組合の組織化を目的とした町火消設置令を出す。町火消は町奉行の指揮下におかれ、その費用は各町が負担すると定められた。これにより、火事の際には1町につき30人ずつ、火元から見て風上の2町と風脇の左右2町、計6町180人体制で消火に当たることになった。しかし、町の広さや人口には大きな差があり、地図上で地域割りを行なったものの、混乱するばかりでうまく機能しなかった。
享保5年（1720年）、地域割りを修正し、約20町ごとを1組とし、隅田川から西を担当するいろは組47組と、東の本所・深川を担当する16組の町火消が設けられた。同時に各組の目印としてそれぞれ纏（まとい）と幟（のぼり）をつくらせた。これらは混乱する火事場での目印にするという目的があったが、次第に各組を象徴するものとなっていった。享保15年（1730年）には、いろは47組を一番組から十番組まで10の大組に分け、大纏を与えて統括し、より多くの火消人足を火事場に集められるように改編した。一方で各町ごとの火消人足の数は負担を考慮して15人へ半減され、町火消全体での定員は17596人から9378人となった。
のちに、「ん組」に相当する「本組」が三番組に加わっていろは四八組となり、本所深川の16組は北組・中組・南組の3組に分けて統括された。元文3年（1738年）には大組のうち、組名称が悪いとして四番組が五番組に、七番組が六番組に吸収合併され、大組は8組となった。この年の定員は10642人で、そのうち鳶人足が4077人・店人足が6565人であった（鳶人足と店人足の違いについては後述）。
町火消は毎年正月の1月4日に、各組の町内で梯子乗りや木遣り歌を披露する初出（はつで）を行なった。これは、定火消が行なっていた出初に倣ってはじめられたものである。

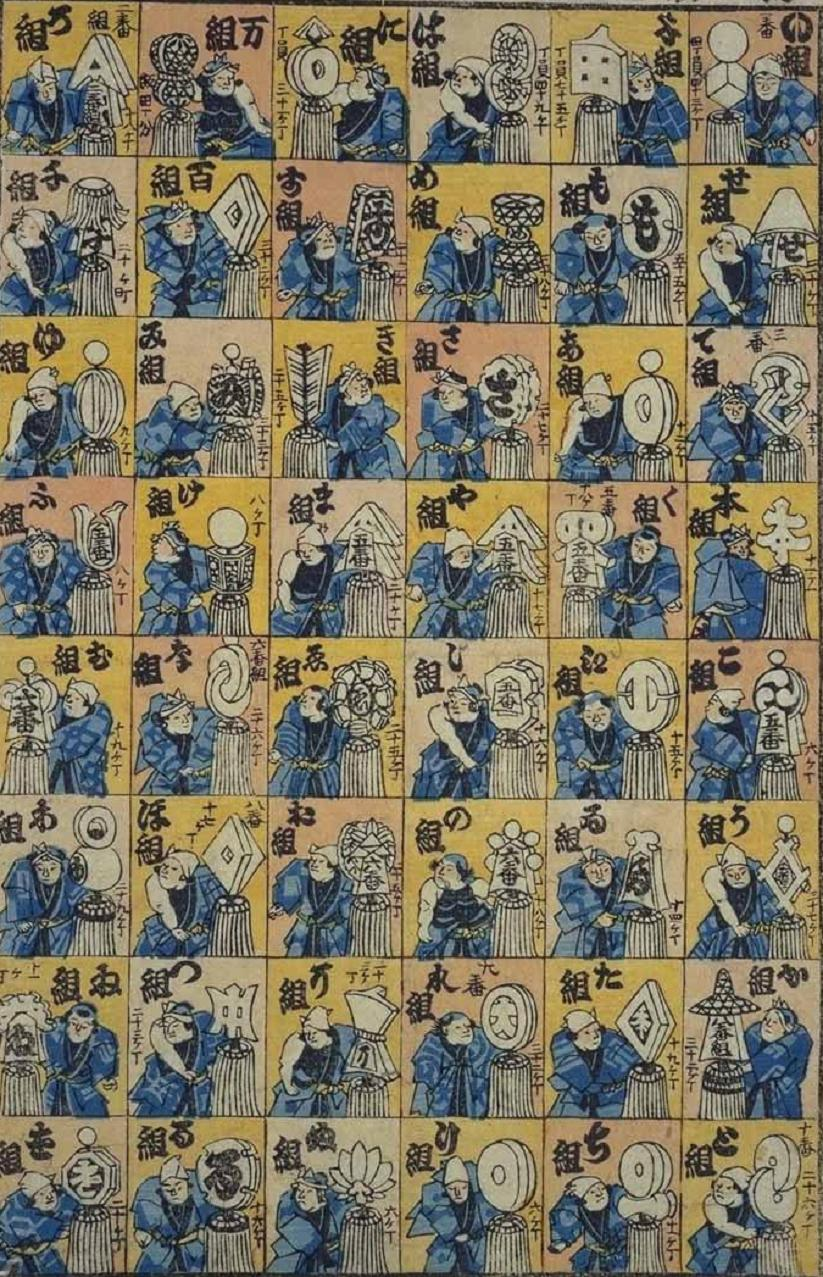
いろは組とその纏（落合芳幾）

### いろは組
いろは四八組は、いろは文字をそれぞれの組名称とした（「い組」「ろ組」「め組」など）。いろは文字のうち、「へ」「ら」「ひ」「ん」はそれぞれ「百」「千」「万」「本」に置き換えて使用された。これは、組名称が「へ＝屁」「ら＝摩羅」「ひ＝火」「ん＝終わり」に通じることを嫌ったためであるという。いろは四八組のうち、「め組」は文化2年（1805年）に「め組の喧嘩」を引き起こしたことで知られ、明治時代には竹柴基水の作で歌舞伎の演目『神明恵和合取組』にも取り上げられた。

### 橋火消
町人により組織された火消としては、享保7年（1722年）に成立した橋火消（はしびけし）もあげられる。これは橋台で商売をしていた髪結床に、橋梁の消防を命じたものである。橋の付近に多く設けられていた髪結床の店は、粗末なものが多く火事の際に飛び火の危険があるため、撤去するか地代を徴収して橋の防火費用に充てることが検討されていた。これに対し髪結床の職人たちは、自身で火消道具を揃え橋の防火を担当したいと申し出る。町奉行大岡忠相はこの申し出を認め、髪結床による橋火消が成立した。また、近くに橋のない山の手の髪結床は、火事が起きたら南北の町奉行所に駆けつけることが命じられた。
享保20年（1735年）、橋の防火担当は町火消へと変わり、火事の場合髪結床の職人はすべて町奉行所に駆けつけることとなった。のちに天保13年（1842年）、天保の改革により髪結床組合が解散すると、町奉行所への駆けつけは名主たちに命じられている。

### 幕末にかけての町火消の活動
町火消の出動範囲は、当初町人地に限定されていた。しかしいろは組成立時には、町人地に隣接する武家地が火事であり、消し止められそうにない場合は消火を行うこととなった。享保7年（1722年）には2町（約218m）以内の武家屋敷が火事であれば消火することが命じられる。以降も享保16年（1731年）に幕府の施設である浜御殿仮米蔵の防火が「す組」などに命じられたことをはじめ、各地の米蔵・金座・神社・橋梁など重要地の消防も町火消に命じられていった。
延享4年（1747年）の江戸城二の丸火災においては、はじめて町火消が江戸城内まで出動することとなった。二の丸は全焼したが、定火消や大名火消が消火した後始末を行い、幕府から褒美が与えられた。以後も天保9年（1838年）の西の丸出火や同15年（1844年）の本丸出火などで江戸城内へ出動し、目覚しい働きを見せたことにより、いずれも褒美が与えられている。
幕末には、定火消が1組のみに改編されるなど武家火消が大幅に削減され、江戸の消防活動は完全に町火消へと委ねられた。さらに、町火消の活動は消防のみにとどまらず、黒船来航時には市中警備を、戊辰戦争時には治安維持活動も行なっている。また、元治元年（1864年）の長州征討において、長州藩江戸藩邸の破壊が町火消に命じられており、鳥羽・伏見の戦い敗北後には町火消に兵事訓練を行なうなど、衰退する幕府に兵力として組み込もうとする動きもあった。
明治5年（1872年）、新政府によって町火消は消防組39組へと改められ、その活動は現在の消防団へと繋がっていく。のちに大正元年（1912年）、町火消成立以降に殉職した火消の慰霊と顕彰を目的とし、浅草寺に「消防殉職者表彰碑」が建立された。第2次世界大戦までは11月3日に、戦後は5月25日に慰霊祭が行なわれている。

## 江戸以外での火消
江戸以外の大都市や各藩の城下町でも、火消は存在したが、江戸のように大規模で制度化されたものとはならなかった。

### 金沢
例外的に加賀藩前田家の本国金沢の町では、1000石以上の藩士10名を火消役とし、火の見櫓を備えた屋敷に常時火事装束で待機させるなど、消防組織が整備されていた。町内には82箇所もの火の見梯子が設けられ、家々の屋根には水を入れる天水桶が常備されていた。風の強い日には町人に男女を問わず火の用心の巡回をさせるなど、江戸よりも進んだ防火体制がとられていた。江戸において加賀鳶が活躍した背景には、こうした加賀藩の充実した防災制度があるという。

### 京都
京都の消防体制は、京都所司代及び町奉行所の指揮下で町人が出動する町火消、近隣諸藩による京都火消、京都常火消などがあったが、時期により制度の変遷がある。安永8年（1779年）11月には、町奉行所が専門の火消人足を雇用する町奉行所火消制度が発足し、町奉行所の指揮下の町火消制度は廃止されたが、その後も町人が防火活動をすることがなくなったわけではない。
五重塔を除けば当時日本最大の建築物であった京都の方広寺大仏殿は、落雷により寛政10年(1798年)に焼失したが、その過程は「洛東大仏殿出火図(国際日本文化研究センター所蔵)」に絵図で記録されており、その絵図では火消し達が懸命に消火活動にあたる姿が描かれている。

### 東京
明治維新後、東京（江戸）では町火消を消防組に改編し制度化していたが、全国的に統一された規則は作られなかった。そのため、東京以外での消防組織は、各市町村の条例により、あるいは私的に設けられていた。この状態は、明治27年（1894年）に消防組規則が制定され、警察署長が監督する官設消防組が誕生するまで続いた。

## 火消人足

### 臥煙
臥煙（がえん、臥烟）は定火消に召し抱えられた火消人足。定火消が火事場で行なう消火活動の主力である。消防のために雇われた丸抱えであり、他に鳶などの本業を持っていた町火消の火消人足とは異なる。火事場で死亡した臥煙は、四谷にあった臥烟寺（現存していない）に葬られた。真冬でも法被1枚で過ごし、全身に和彫りをしたものが多かった。普段は火消屋敷の大部屋で暮らしていたが、博打や喧嘩で騒動を起こすこともあった。臥煙は必ず江戸っ子でなければ採用されず、髷は奴銀杏（やっこいちょう）という、特殊な粋な結い方をした。出動の時には、白足袋に、真新しい六尺の締め込みをつけ、半纏一枚だけで刺し子すらも着ない。
また、町に出ては商家に銭緡（ぜにさし）を押し売りし、購入しなかった商家に対しては報復として、火事のときに騒動に紛れその家屋を破壊するなど、町人には評判の悪い存在であった。

### 店人足と鳶人足
町火消の構成員は、当初地借・店借（店子）・奉公人など、店人足（たなにんそく）と呼ばれる一般の町人であった。これは、享保4年（1719年）に名主に対し、鳶職人を雇わないようにとの触が出されていたためである。しかし、江戸時代の消火活動は、延焼を防ぐため火災付近から建物を破壊していくという破壊消防が主であり、一般の町人よりも鳶職人に適性があることは明らかであった。名主たちの、大勢の店人足を差し出すよりも少数の鳶を差し出した方が有効であるとの訴えもあって、町火消の中心は鳶を生業とする鳶人足（とびにんそく）によって構成されるようになっていった。
鳶人足に対しては、町内費から足留銭をはじめ、頭巾・法被・股引などの火事装束も支給されていた。また、火事で出動した場合には足留銭とは別に手当てが支給された。火事が起こると、定められた火消人足のうちからまず鳶人足を出動させ、大火の場合は残りの店人足も出動させた。

### 町火消の構成
町火消は町奉行の指揮下に置かれ、町火消を統率する頭取（とうどり、人足頭取）、いろは組などの各組を統率する頭（かしら、組頭）、纏持と梯子持（合わせて道具持）、平人（ひらびと、鳶人足）、土手組（どてぐみ、下人足、火消の数には含まれない）といった構成になっていた。頭取には一老・二老・御職の階級があり、御職は顔役とも呼ばれ、江戸市中で広く知られる存在であった。江戸全体で約270人いた頭取は、力士や与力と並んで江戸三男（えど・さんおとこ）と呼ばれ人気があり、江戸っ子の代表でもあった。

### 喧嘩
火消人足による喧嘩は、火事場での喧嘩と、火事とは無関係な喧嘩とに大別できる。前者は火消人足同士による消火活動時の功名争いが主な原因であり、消口争い（けしくちあらそい）と呼ばれた。後者は火消人足の気性の荒さや地元での縄張り意識などが原因であり、喧嘩相手も同じ火消人足とは限らない。町火消同士での喧嘩では、死者が出たり、仲直りのため多大な費用をかけた手打式が行なわれたりと、大きな騒ぎになることも度々であった。文政元年（1818年）の「ち組」と「を組」の手打式では、両国の座敷を借り上げ、江戸中の組合から1000人を越える人々が集まり、決められた作法と口上によって朝から夕方まで盛大に行なわれている。

#### 消口争い
火消が火事場に到着すると、組の名前を書いた木札（消札、けしふだ）を近所の軒先に掲げ、纏持を屋根に登らせて集合の目印にするとともに、誰が活動しているのかを知らしめた。消札は褒美を受けるときの証拠でもあったため、後から駆けつけたにもかかわらず自身の組の札と勝手に取り替えるもの、纏持を屋根から無理やり降ろして自身の組で火事場を乗っ取ろうとするものなどが現れ、肝心の消火活動をせずに喧嘩をはじめることも頻繁であった。幕府はしばしば触を出して火事場での喧嘩を禁止したが、江戸時代初期には武家火消同士で、町火消誕生後は武家火消と町火消で、武家火消が衰退すると町火消同士で、といった具合で功名争いは絶えず、喧嘩がなくなることはなかった。
享保3年（1718年）、定火消と加賀鳶の間に起きた喧嘩では、現場での消口争いから始まり、死者を出した定火消側の仙石兵庫が加賀藩主前田綱紀に賠償を求める事態となる。老中への訴え、町奉行大岡忠相による調査と続き、最終的には将軍徳川吉宗が仙石兵庫に厳重注意を与える結末となる、大騒動であった。

#### め組の喧嘩
文化2年（1805年）正月、芝神宮境内で行なわれていた勧進相撲の見物で、鳶人足の入場を巡ってはじまった争いは、力士十数人とめ組の火消人足100人以上との喧嘩に発展した。
この喧嘩は大きな話題となり、文政5年（1822年）の市村座『御摂曾我閏正月』・明治5年（1872年）の中村座『恋慕相撲春顔触』・明治23年（1890年）の新富座『神明恵和合取組』と、3度にわたって芝居化された。

## 火消道具
詳細はそれぞれの内部リンクを参照

### 纏と火事装束

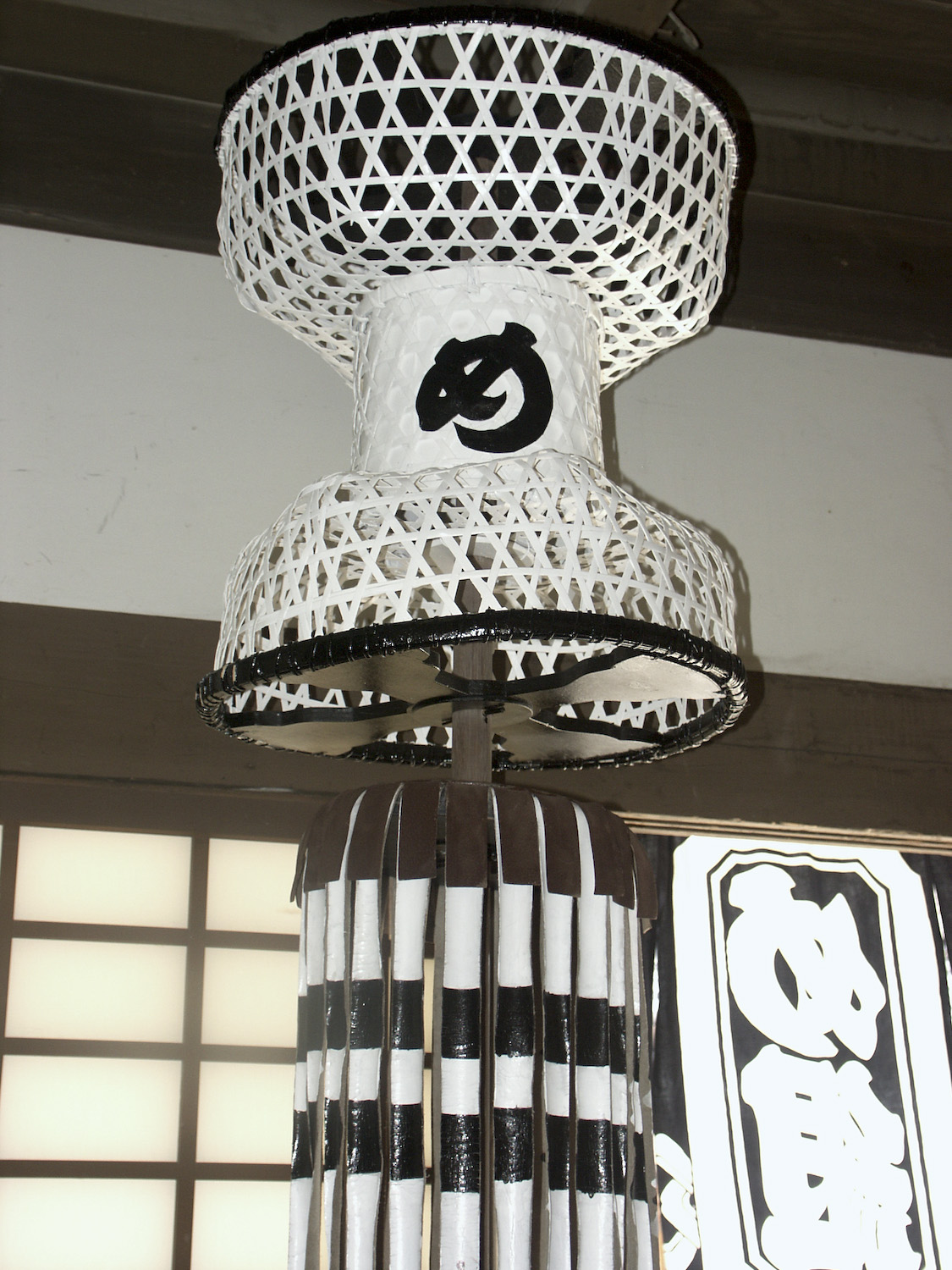
め組の纏（東映太秦映画村で再現されたもの）

纏（まとい）は、江戸消防のシンボルであり、「纏が火を消した」と言われることすらあった。もともとは、武士が戦場で掲げていた家紋つきの旗印や馬印に由来するものである。当初は幟型の纏が使用されていたが、のちに陀志（だし）と呼ばれる大きな頭部分と、馬簾（ばれん、纏の周囲に細長い厚紙や革を垂れ下げたもの）を備えた型に代わっている。各組を象徴するものとして様々なものがあり、豊臣秀吉から拝領したという伝承のあった加賀鳶の纏や、大岡忠相が考案し丸玉と四角の台を組み合わせた「い組」の纏などがあげられる。

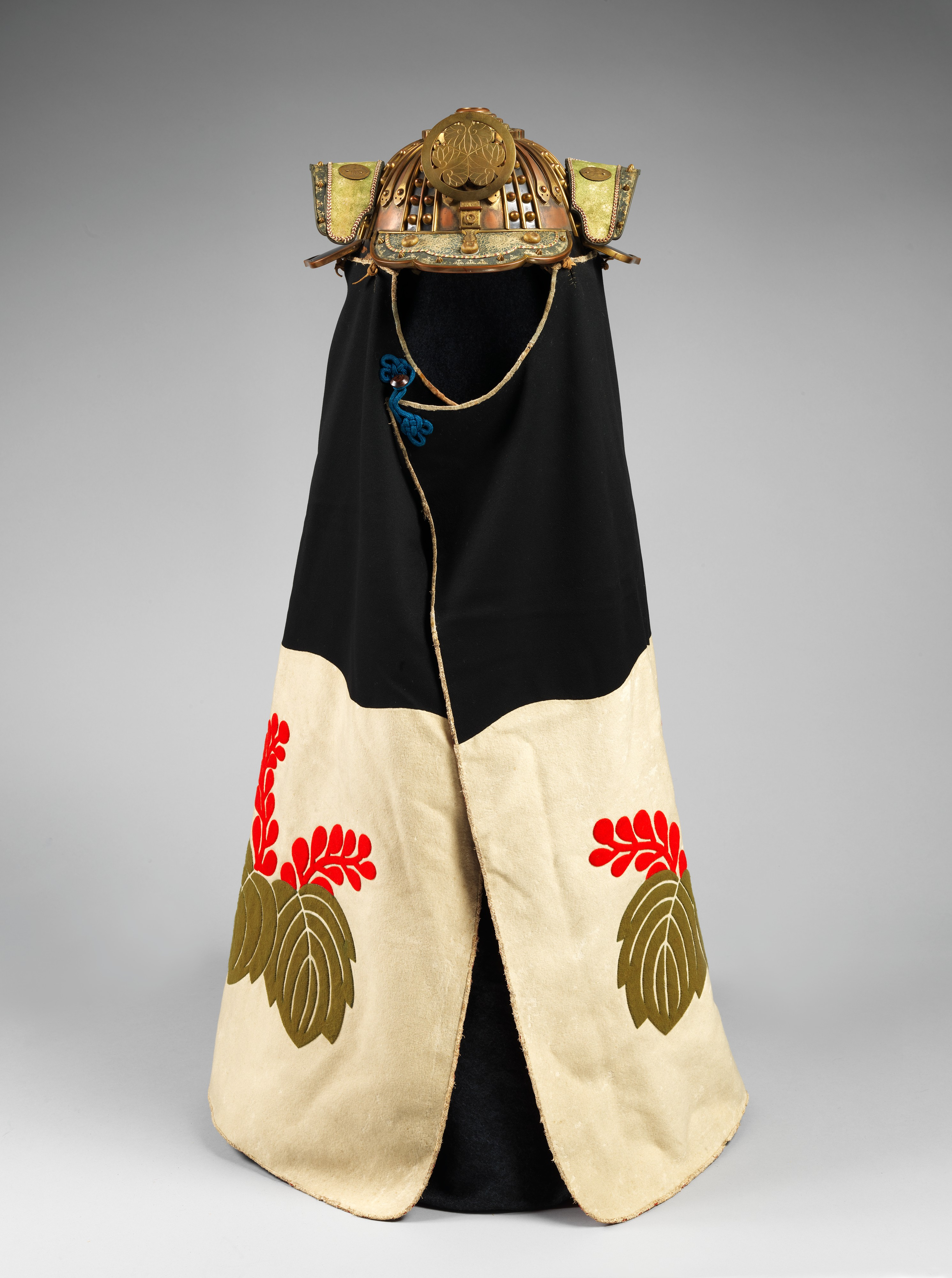
火事頭巾　メトロポリタン美術館

大名火消の火事装束は、頭に火事頭巾（火事かぶと）、身体には革羽織に胸当・踏込（ふんごみ、あるいは野袴）といったものである。

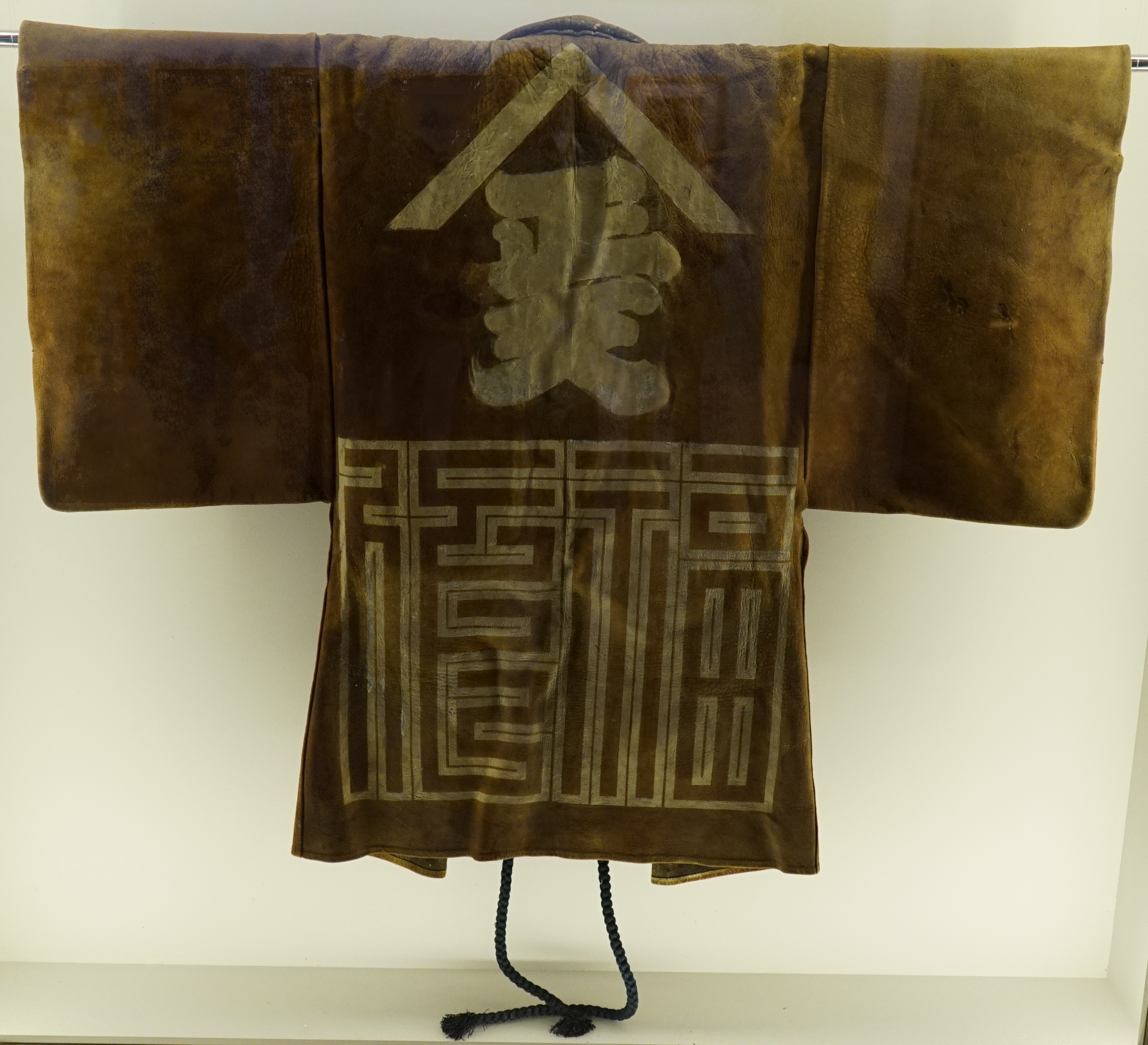
革羽織　ランス美術館蔵

火事頭巾には豪華な立物や錣（しころ）が取り付けられ、革羽織には金糸の縁取りや派手な彩色が施されるなど、華美であった。町火消の盛装は、印半天、腹掛、股引などである。火事場へはさらに刺子頭巾（猫頭巾、目の部分だけが開いている）、膝下まである刺子長半天などを着て出動した。半天の背中には組の紋が、えりには組名が染めつけられていた。刺子長半天には裏地に錦絵風の模様をつけた豪華なものもあったが、天保の改革によって規制されている。

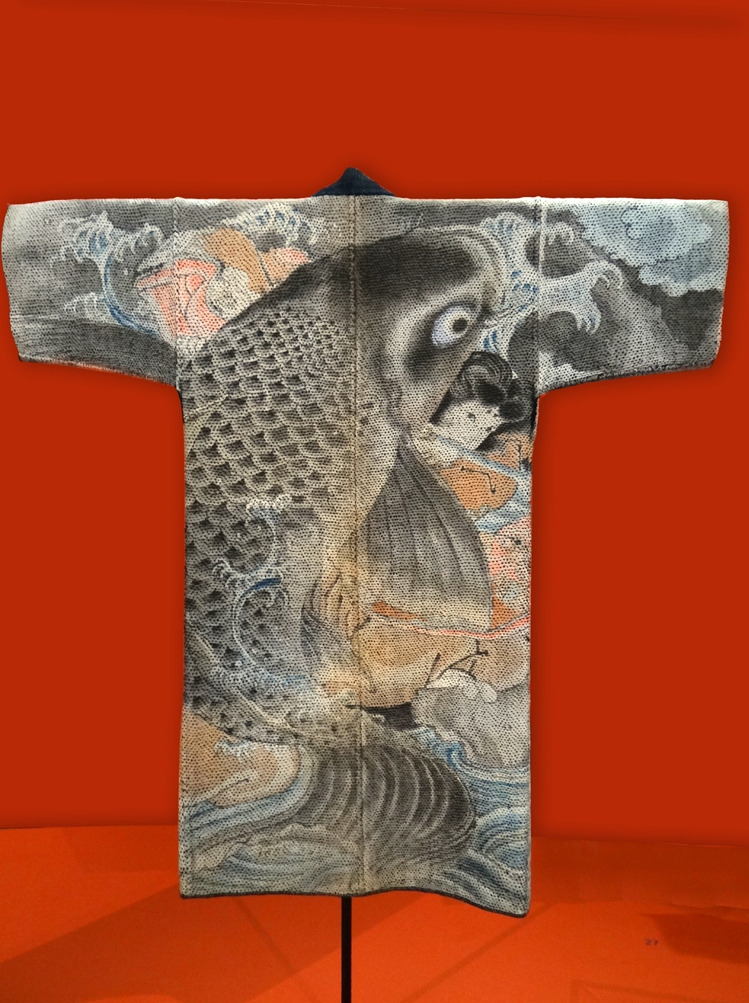
「西塔鬼若丸」刺子長半天ギメ東洋美術館蔵

### 消防用具と火の見櫓

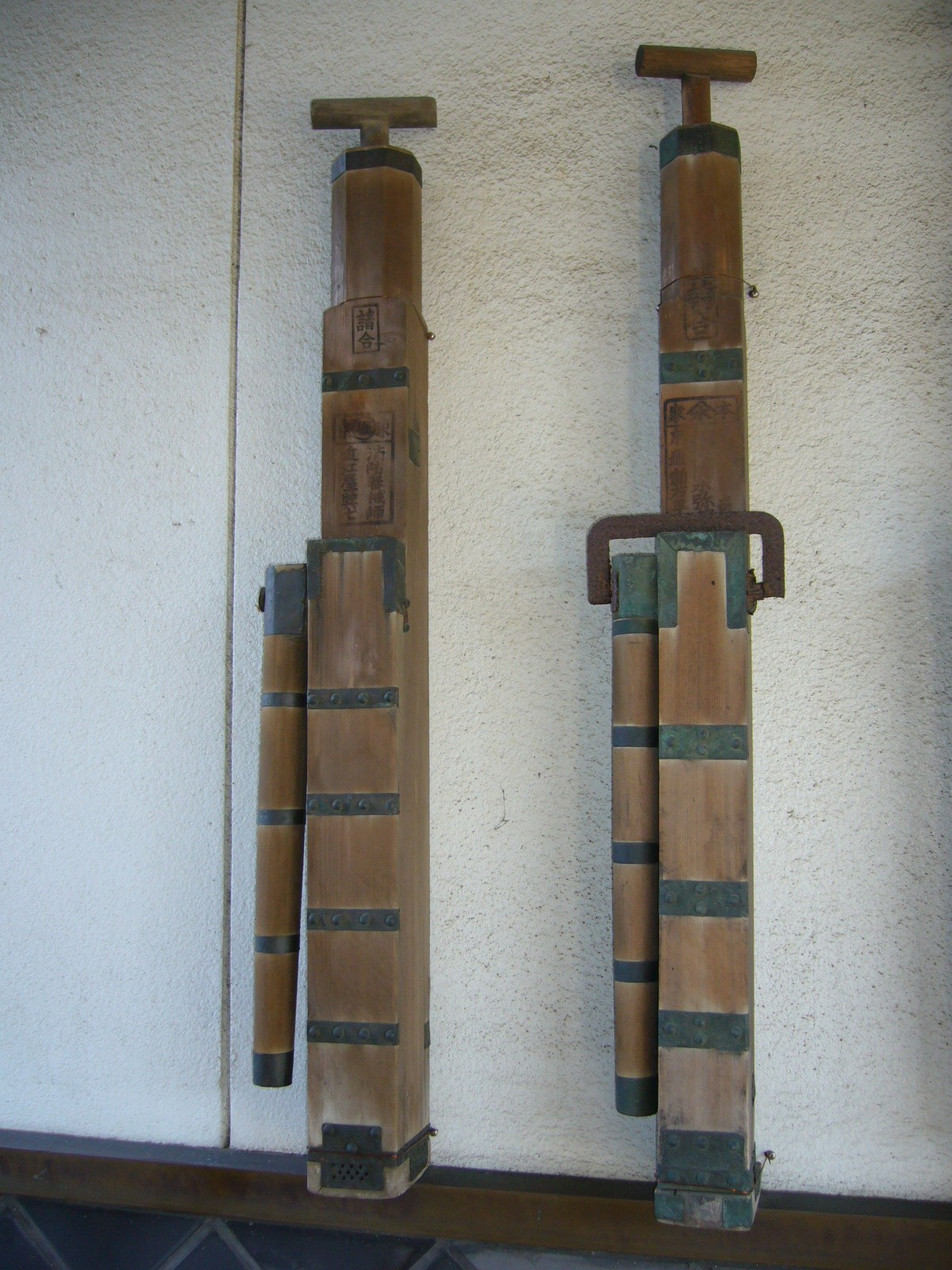
水鉄砲

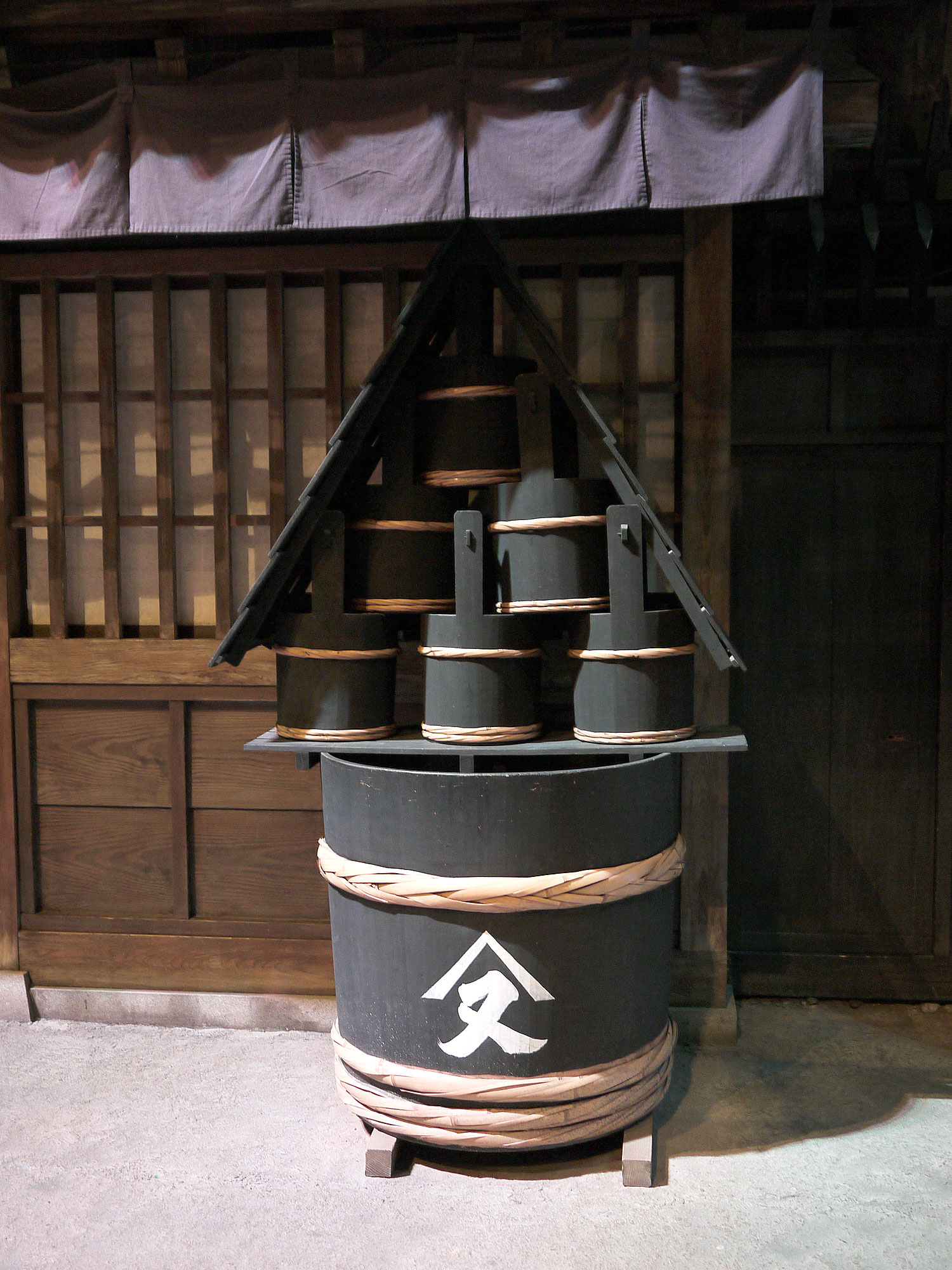
江戸の町中に常設されていた消防用の桶（深川江戸資料館）

火事場では、消火のため様々な道具が用いられた。梯子は、梯子持と呼ばれた平の鳶人足より上位のものが取り扱い、屋根に登ったり水を運び上げる足場として使用された。燃えにくいように、水を含んだ青竹の新しいもので作られていた。
鳶口（とびぐち）・刺又（さすまた、指俣）・鋸などは、火元や周囲の建物を破壊し延焼を防ぐために使用された。鳶口は、火消が必ず持っていた道具としてあげられ、しばしば喧嘩にも用いられたため、幕府によって長さに制限が設けられていた。
竜吐水（りゅうどすい）・独竜水（どくりゅうすい）・水鉄砲・玄蕃桶（げんばおけ、2人で担ぐ大桶）などは、水を火元に直接かけたり、火消人足に水をかけたりするために使用された。竜吐水は木製の手押ポンプで、空気の圧力を用い水を15mほど飛ばすことができた。しかし、継続的に水を供給することが難しく、それほど消火の役にたたなかったという。
そのほか、火の粉を払い延焼を防ぐための大団扇や水筵（みずむしろ、海草で作られ水に浸して使う。ぬらすために水箱と呼ばれるものを使用した）なども火事場で用いられた。
火事を早期に発見するために設けられた設備として、火の見櫓・火の見梯子がある。発見した火事を知らせたり、出動の合図としては半鐘や板木が使用され、火事場の遠近などによって叩き方が定められていた。